# ウラジミル・ゴルブニチー
ウラジミル・ゴルブニチー (ロシア語: Владимир Степанович Голубничий、1936年6月2日 - 2021年8月16日 )は、ソビエト連邦(ウクライナ)の陸上競技選手。1960年代から1970年代にかけて活躍した競歩選手で、20km競歩では、1960年ローマオリンピックから4大会連続のメダル。そのうち、ローマ、メキシコ大会では金メダルを獲得、20km競歩でのオリンピック優勝2回は彼だけである。40歳で迎えたモントリオール大会では7位という結果を残している。ウクライナ社会主義ソビエト共和国スームィ出身。
ゴルブニチーは1953年から陸上をはじめ、1959年にソ連のナショナルチーム入りを果たす。オリンピック以外にも1974年にはヨーロッパ選手権を制している。1960年には労働赤旗勲章を受章している。

## 自己ベスト
- 20km競歩 1時間23分55秒 (1976年)

## 主な実績
| 年   | 大会                 | 場所                         | 種目     | 結果 | 記録           |
| ---- | -------------------- | ---------------------------- | -------- | ---- | -------------- |
| 1960 | オリンピック         | ローマ(イタリア)             | 20km競歩 | 金   | 1時間34分08秒  |
| 1962 | ヨーロッパ陸上選手権 | ベオグラード(ユーゴスラビア) | 20km競歩 | 銅   | 1時間36分38秒  |
| 1964 | オリンピック         | 東京(日本)                   | 20km競歩 | 銅   | 1時間32分00秒  |
| 1966 | ヨーロッパ陸上選手権 | ブダペスト(ハンガリー)       | 20km競歩 | 銀   | 1時間30分06秒  |
| 1967 | W杯競歩              | バットザーロー (東ドイツ)    | 20km競歩 | 銀   | 1時間28分58秒  |
| 1968 | オリンピック         | メキシコシティ(メキシコ)     | 20km競歩 | 金   | 1時間33分59秒  |
| 1970 | W杯競歩              | エッシュボーン (西ドイツ)    | 20km競歩 | 銀   | 1時間27分22秒  |
| 1972 | オリンピック         | ミュンヘン(西ドイツ)         | 20km競歩 | 銀   | 1時間26分56秒  |
| 1974 | ヨーロッパ陸上選手権 | ローマ(イタリア)             | 20km競歩 | 金   | 1時間29分30秒  |
| 1976 | オリンピック         | モントリオール(カナダ)       | 20km競歩 | 7位  | 1時間29分24秒6 |